# Österbottniska Posten (1968–)
Österbottniska Posten (ÖP) är en finländsk tidskrift som ges ut av Svenska Österbottens Ungdomsförbund (SÖU) och fungerar som notis- och annonsorgan för ungdomsföreningar i Svenska Österbotten. Tidningen utkommer fyra gånger per år och delas ut till alla svensk- och tvåspråkiga hushåll i Österbotten. Upplagan var cirka 40 000 exemplar 2019. ÖP ges ut av aktiebolaget Sidwill som i sin helhelt ägs av SÖU.

## Historia
Den ursprungliga Österbottniska Posten grundades 1884 av kantor Johan Wilhelm Nessler som dagstiding för Nykarleby. När Jakobstads Tidning 1968 köpte tidning och tryckeri av den nesslerska släkten avvecklades ÖP som dagstidning. Jakobstads Tidning omvandlade ÖP till notis- och annonsorgan för Svenska Österbottens Ungdomsförbund med Jakobstad som utgivningsort. Utgivningen upphörde 1985 men återupptogs 1997 i Svenska Österbottens ungdomsförbunds regi som en gratistidning.

## Chefredaktörer
Bland andra Bertel Nygård, Leif Sjöström och K-G Olin har innehaft posten som chefredaktör för Österbottniska Posten.